# Rothmannia uranthera
Rothmannia uranthera är en måreväxtart som först beskrevs av Cecil Ernest Claude Fischer, och fick sitt nu gällande namn av Deva D. Tirvengadum. Rothmannia uranthera ingår i släktet Rothmannia och familjen måreväxter. Inga underarter finns listade i Catalogue of Life.